# Aterospermatàcies
Atherospermataceae és una família de plantes amb flors d'arbres i arbust de fulla ampla i perennifolis. Conté 14 espècies en 7 gèneres. La família té l'origen en Gondwana i actualment la seva distribució és en l'Hemisferi Sud amb dues espècies del sud de Xile i 12 espècies plantes natives Australàsia. Se n'aprofita la fusta per a la construcció.

## Ecologia
Són plantes característiques de l'estrat inferior del bosc plujós, excepte les del gènere Dryadodaphne que viu en la part alta del bosc. L'espècie Laurelia sempervirens és la més utitilitzada per la seva fusta i els olis essencials s'extreuen del gènere Doryphora amb aplicacions en perfumeria i faramcèutica.

## Evolució
Anteriorment es considerava com una subfamília (Atherospermatoideae) de Monimiaceae. Els gèneres Atherosperma, Dryadodaphne, Laurelia, Laureliopsisi Nemuaron es considere que són més avançats evolutivament.
El seu registre fòssil arriba al Cretaci i es trobaven a Europa, àfrica, Amèrica del Sud i Antàtida, Nova Zelanda i Tasmània. T

## Taxonomia
- Atherosperma moschatum (Tasmània, Victoria i Nova Gal·les del Sud)
- Atherosperma moschatum subsp. integrifolium (New South Wales)
- Daphnandra apatela (Queensland i New South Wales)
- Daphnandra micrantha (New South Wales)
- Daphnandra johnsonii (New South Wales)
- Daphnandra repandula (Queensland)
- Daphnandra tenuipes (New South Wales)
- Doryphora aromatica (northeast Queensland)
- Doryphora sassafras (Queensland i New South Wales)
- Dryadodaphne crassa (Nova Guinea)
- Dryadodaphne novoguineensis (Nova Guinea)
- Dryadodaphne trachyphloia (Queensland)
- Laurelia novae-zelandiae (Nova Zelanda)
- Laurelia sempervirens (sud de Xile)
- Laureliopsis philippiana (sud de Xile i Argentina)
- Nemuaron vieillardii (Nova Caledònia)